# Surowce ilaste

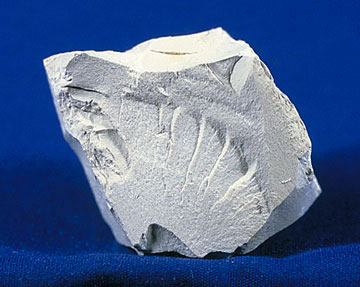
Kaolin – surowiec ilasty

Surowce ilaste – surowce skalne, których głównymi składnikami są minerały ilaste.
Skład mineralny surowców ilastych jest zróżnicowany przez zmienną zawartość składników nie ilastych. Podstawowymi składnikami użytecznymi są kaolinit, smektyty, illit, oraz minerały mieszankopakietowe smektyt-illit. Podstawowymi składnikami nie ilastymi są minerały grupy krzemionki: kwarc, chalcedon, opal oraz często węglany najczęściej kalcyt, oraz dolomit lub syderyt). Składnikami szkodliwymi, chemicznie związanymi w strukturze minerałów ilastych jest m.in. fluor. 
Podstawowymi cechami surowców ilastych umożliwiającymi praktyczne wykorzystywanie są:
- Drobnoziarnistość ziaren nie przekraczający 0,01 mm.
- Plastyczność, przy określonej wilgotności.
- Przeobrażanie w materiał o znacznie większej wytrzymałości mechanicznej po procesie wypalenia w odpowiedniej temperaturze[1].

Do surowców ilastych zalicza się:
- iły, mułki ilaste, gliny[2]
- Lessy które mimo niskiej zawartości minerałów ilastych posiadają zdolność spiekania w wysokiej  temperaturze i mogą być wykorzystywane do produkcji klinkieru.
- kaoliny,
- bentonity,
- iłowce i łupki ilaste, nieelastyczne, wymagające rozdrobnienia, które po zmieleniu są stosowane do formowania wyrobów z mas półsuchych,
- piaskowce ilaste, z których surowiec ilasty uzyskuje się w wyniku szlamowania,

## Literatura
- R. Ney, K. Galos, Surowce skalne : surowce ilaste, wyd. IGSMIE PAN, Kraków, 2004r.ISBN 83-89174-13-8